# تشارلز فيربانكس
تشارلز دبليو. فيربانكس (بالإنجليزية: Charles Warren Fairbanks)‏ (11 مايو 1852 – 4 يونيو 1918) كان سياسيًا أمريكيًا، وشغل منصب عضو في مجلس الشيوخ الأمريكي عن ولاية إنديانا منذ عام 1897 وحتى عام 1905، ونائب رئيس الولايات المتحدة السادس والعشرين منذ عام 1905 وحتى عام 1909. كان أيضًا المرشح الجمهوري لمنصب نائب الرئيس في الانتخابات الرئاسية لعام 1916.
وُلد فيربانكس في يونيوفيل، أوهايو، ثم انتقل إلى مدينة إنديانابوليس بعد تخرجه من جامعة أوهايو وسلين. أصبح محاميًا وممولًا لأعمال السكك الحديدية، وعمل تحت إمرة جاي غولد، أحد أهم الشخصيات في مجال صناعة السكك الحديدية. ألقى فيربانكس الكلمة الافتتاحية في المؤتمر الوطني الجمهوري لعام 1896، ونجح في الانتخابات العضوية لمجلس الشيوخ الأمريكي في العام التالي. في مجلس الشيوخ، أصبح مستشارًا للرئيس ويليام ماكينلي، وعمل في لجنة ساعدت في فض النزاع الحدودي لولاية ألاسكا.
وقع اختيار المؤتمر الوطني الجمهوري لعام 1904 على فيربانكس نائبًا للرئيس ثيودور روزفلت. في هذا المنصب، عمل فيربانكس ضد سياسات روزفلت التقدمية. كانت مساعي فيربانكس للترشح الجمهوري في المؤتمر الوطني الجمهوري لعام 1908 غير مجدية، وقد دعم ويليام هوارد تافت على حساب روزفلت في عام 1912. سعى فيربانكس أملًا بالحصول على الترشيح الرئاسي في المؤتمر الوطني الجمهوري لعام 1916، إلا أنه اختير بدلًا من ذلك مرشحًا لمنصب نائب الرئيس، وقُدّم في القائمة الترشيحية مع تشارلز إيفانز هيوز. في انتخابات عام 1916، خسرت القائمة الجمهورية أمام القائمة الديمقراطية للرئيس وودرو ويلسون ونائب الرئيس توماس رايلي مارشال.

## نشأته
وُلد فيربانكس في كبينة خشبية بالقرب من يونيوفل، أوهايو، والدته ماري أديلايد (سميث) ووالده لويستون مونرو فيربانكس، الذي كان صانع عربات. رأى فيربانكس في شبابه منزل عائلته يُستخدم مكانًا لاختباء العبيد الهاربين. بعد التحاقه بمدارس البلدة وعمله في المزرعة، التحق فيربانكس بجامعة أوهايو وسلين، وتخرج منها في عام 1872. في أثناء وجوده هناك، كان فيربانكس محررًا مشاركًا لصحيفة الكلية مع كورنيليا كول، التي تزوجها بعد أن تخرج كلاهما من الكلية.

## بدايته المهنية
كان أول منصب تقلّده فيربانكس هو وكيل لوكالة أسوشيتد برس في بيتسبرغ، بنسلفانيا، إذ كان يقدم التقارير عن الاجتماعات السياسية لهوراس غريلي خلال الانتخابات الرئاسية لعام 1872. درس فيربانكس الحقوق في بيتسبرغ قبل أن ينتقل إلى كليفلاند، أوهايو، حيث واصل العمل مع وكالة أسوشيتد برس بالتوازي مع حضوره فصلًا دراسيًا في كلية الحقوق في كليفلاند لإكمال تعليمه القانوني. في عام 1874، قُبل فيربانكس في نقابة المحامين في أوهايو، لينتقل بعدها إلى إنديانابوليس، إنديانا. في عام 1875، حصل على درجة الماجستير في الآداب من جامعة أوهايو وسلين.

خلال سنواته الأولى في إنديانا، كان فيربانكس يتقاضى 5,000 دولار أمريكي في السنة لقاء عمله مديرًا لشركة إنديانابوليس المفلسة، بلومنغتون آند ويسترن رايلوود. تمكن فيربانكس من أن يصبح ممولًا لأعمال السكك الحديدية بمساعدة عمه، تشارلز دبليو. سميث، الذي ساعدته علاقاته في الحصول على هذا المنصب، وعمل مستشارًا للمليونير جاي غولد.
| المناصب السياسية | المناصب السياسية | المناصب السياسية |
| ---------------- | ---------------- | ---------------- |
| سبقه             | ' -              | تبعه             |

## روابط خارجية
- تشارلز فيربانكس على موقع الموسوعة البريطانية (الإنجليزية)
- تشارلز فيربانكس على موقع إن إن دي بي (الإنجليزية)